# Aspidiophorus slovinensis
Aspidiophorus slovinensis is een buikharige uit de familie Chaetonotidae. Het dier komt uit het geslacht Aspidiophorus. Aspidiophorus slovinensis werd in 1986 voor het eerst wetenschappelijk beschreven door Kisielewski. 